# La mansión de Drácula
La mansión de Drácula es una película estadounidense de 1945, dirigida por Erle C. Kenton.
Es la secuela de los monstruos de la Universal Studios reunidos nuevamente en un filme, para atraer a los fanes de todos de ellos, como en el filme precedente House of Frankenstein (1944). Esta película estuvo nominada en 1946 al Premio Hugo en la categoría a la mejor presentación dramática.
Drácula que había muerto en el filme House of Frankenstein, aparece aquí vivo desde el principio, así como el Hombre Lobo. Después de esta quinta aparición, Drácula, no volvería a aparecer hasta 1948 en la parodia Abbott and Costello Meet Frankenstein protagonizada por los cómicos Bud Abbot y Lou Costello.

## Sinopsis
Drácula se presenta en la casa del Doctor Erdmann, con la pretensión de que este encuentre un remedio para librarle de su condición de vampiro. El Doctor acepta la propuesta de Drácula. Una noche Larry Talbot se presenta en casa del Doctor, pero éste está ocupado con Drácula. Desesperado porque va a haber luna llena, Talbot consigue que lo encierren en una prisión. Allí se convierte en el Hombre Lobo ante los ojos del Doctor y las personas que le acompañan. El Doctor decide hacerse cargo también de la curación de Larry Talbot. Este decide suicidarse lanzándose desde lo alto de un acantilado, pero no consigue matarse. El Doctor baja en su busca y lo encuentra en una cueva donde encontrarán también al monstruo de Frankenstein, medio enterrado pero vivo.